# Kolmården
Pronunciação
Kolmården (literalmente Floresta Negra;  PRONÚNCIA) é uma vasta floresta montanhosa da Suécia separando as províncias históricas de Södermanland e Östergötland.
As três grandes florestas de Tiveden, Tylöskog, e Kolmården formam uma barreira natural entre as duas grandes regiões históricas da Svealand e da Gotalândia.

O Jardim Zoológico de Kolmården (Kolmårdens djurpark) fica na região de Kolmården.

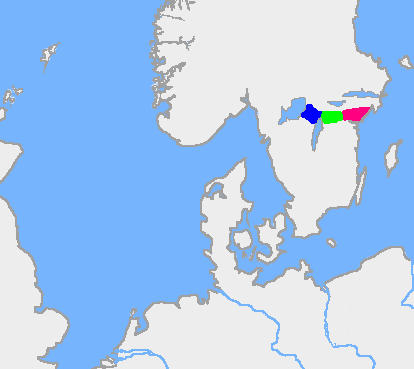
Florestas entre as regiões de Gotalândia e Svealand na Suécia.
Tiveden
Tylöskog.
Kolmården